# Червоний Яр (Запорізький район)
Червоний Яр — село в Україні, у Широківській сільській громаді Запорізького району Запорізької області. Населення становить 114 осіб. До 2016 орган місцевого самоврядування — Веселівська сільська рада.

## Географія
Село Червоний Яр знаходиться на відстані 1 км від сіл Надія і Петропіль. По селу протікає пересихаючий струмок з загатою. Поруч проходить автомобільна дорога Н08.

## Історія
13 лютого 2014 року неподалік села було вбито активіста Сергія Синенка.
12 червня 2020 року, відповідно до Розпорядження Кабінету Міністрів України від № 713-р «Про визначення адміністративних центрів та затвердження територій територіальних громад Запорізької області», увійшло до складу Широківської сільської громади.
19 липня 2020 року, в результаті адміністративно-територіальної реформи та ліквідації колишнього Запорізького району(1965-2020), село увійшло до складу новоутвореного Запорізького району.
22 червня 2023 року рішенням Національної комісії зі стандартів державної мови віднесено до списку населених пунктів, які «можуть не відповідати лексичним нормам української мови», зокрема стосуватися «російської імперської чи колоніальної політики». Громаді рекомендовано обґрунтувати доцільність збереження поточної назви або  запропонувати нову назву в установленому законодавством порядку.

## Населення

### Мова
Розподіл населення за рідною мовою за даними перепису 2001 року:
| Мова       | Кількість | Відсоток |
| ---------- | --------- | -------- |
| українська | 99        | 86.84%   |
| російська  | 13        | 11.40%   |
| білоруська | 2         | 1.76%    |
| Усього     | 114       | 100%     |